# Undvikande/restriktiv ätstörning
Undvikande/restriktiv ätstörning, även förkortad ARFID utifrån engelskans avodiant/restrictive food intake disorder, är en form av ätstörning som inte beror på missnöje med kropp eller vikt, i kontrast till exempelvis anorexia nervosa. Tillståndet sammanfattar en rad diagnostiska begrepp som tidigare använts för restriktivt ätande i frånvaro av typiska ätstörningstankar. Mönstret är särskilt vanlig bland de med autismspektrumtillstånd. Diagnosen förekommer i ICD-11 samt i DSM-5.
Enligt en tvillingstudie som publicerades 2023 är sjukdomen mycket ärftlig. Samsjukligheten med diagnoser som ångest, depression och magtarmsjukdom är vanliga. Tre delvis överlappande grupper av ARFID har identifierats:
- Selektivt ätande baserat på ett sensoriskt obehag förknippat med egenskaper hos maten, så som smak, doft, konsistens och temperatur.
- Ointresse av mat på grund av bristande aptit.
- Undvikande av ätande på grund av rädsla för negativa eller farliga konsekvenser, så som att sätta i halsen, att kräkas eller, drabbas av matförgiftning eller allergi.

Behandlingen består av "successiv exponering för att vänja sig vid att svälja mat med större variation i konsistens, smak och färg".